# Stéphane Pisani
Stéphane Pisani (* 26. März 1978 in Esch-sur-Alzette) ist ein luxemburgischer Jurist. Er ist seit 2024 Richter am Europäischen Gerichtshof für Menschenrechte (EGMR).

## Leben und Wirken
Pisani studierte Rechtswissenschaften an der Universität Montpellier I, wo er 2002 seinen Abschluss machte. Im folgenden Jahr erwarb er noch den Mastergrad in internationalem und europäischem Recht, der gemeinsam von der Universität Montpellier und der Nottingham Trent University verliehen wurde. 2004 folgte ein Diplom zu den Grundfragen der Privatrechtsordnung, das er ebenfalls in Montpellier erwarb. 2005 bescheinigte ihm die Universität Luxemburg die Beherrschung des luxemburgischen Rechts. In der Folge arbeitete Pisani als Rechtsanwalt bei der luxemburgischen Kanzlei Elvinger, Hoss & Prüssen und beschäftigte sich hauptsächlich mit arbeits- und bankrechtlichen Prozessvertretungen. 2006 wechselte er in die Kanzlei Arendt & Medernach und bearbeitete dort vorrangig verwaltungsrechtliche und immobiliarsachenrechtliche Mandate. 2007 entschloss Pisani sich, in den luxemburgischen Staatsdienst einzutreten und absolvierte ein entsprechendes Trainingsprogramm. Ab 2009 war Pisani als Richter am Bezirksgericht von Luxemburg tätig. Ab 2010 fungierte er als den Europäischen Gerichtshof für Menschenrechte unterstützender Richter auf nationaler Ebene. 2013 kehrte er als Richter an das Bezirksgericht von Luxemburg zurück und stieg dort 2016 zum Ersten Richter auf. Seit 2017 unterrichtet er angehende Richter im Bereich Grund- und Menschenrechte. Von 2022 bis 2024 war er Korrespondent für das European Judicial Network am Gerichtshof der Europäischen Union. Von 2023 bis 2024 war er stellvertretender Richter am luxemburgischen Verwaltungsgerichtshof und am Disziplinargericht für Richter.
Im Januar 2024 wurde Pisani als Nachfolger von Georges Ravarani als Vertreter Luxemburgs zum Richter am Europäischen Gerichtshof für Menschenrechte gewählt. Bei der Wahl setzte er sich unter anderem gegen Jörg Gerkrath durch. Er trat seine voraussichtlich bis 2033 dauernde Amtszeit am 2. Mai 2024 an.